# Myrmecia picticeps
Myrmecia picticeps är en myrart som beskrevs av Clark 1951. Myrmecia picticeps ingår i släktet bulldoggsmyror, och familjen myror. Inga underarter finns listade i Catalogue of Life.